# Karl Mauch
Karl Gottlieb Mauch (Kernen im Remstal, 1837. május 7. – Stuttgart, 1875. április 4.) német amatőr felfedező és geográfus.

## Élete
A bibliai Salamon király aranybányáit és Sába királynő palotáját keresve 1871-ben Dél-Afrikában felfedezte Nagy Zimbabwe romjait, bár soha nem tudta meg, hogy valójában mit talált. Mauch még úgy vélte, hogy a bibliai Ofír romjaira bukkant. Csak 1906-ban David Randall-MacIver, majd 1929-ben Gertrude Caton-Thompson régészeti kutatásai nyomán bizonyosodott be, hogy Nagy-Zimbabwe egy afrikai civilizáció kiemelkedő emléke; és 1986 óta az UNESCO kulturális világörökségének része.